# Mühlkreisbahn
| ÖBB 5022 in Oepping |                      |                                      |                                      |
| |                      |                                      |                                      |
| Streckennummer: | 258 01               |                                      |                                      |
| Kursbuchstrecke (ÖBB): | 142                  |                                      |                                      |
| Streckenlänge: | 57,784 km            |                                      |                                      |
| Spurweite: | 1435 mm (Normalspur) |                                      |                                      |
| Streckenklasse: | B2                   |                                      |                                      |
| Maximale Neigung: | 46 ‰                 |                                      |                                      |
| Minimaler Radius: | 112 m                |                                      |                                      |
| Streckengeschwindigkeit: | 80 km/h              |                                      |                                      |
| |                      |                                      |                                      |
| \| \| \| Linzer Verbindungsbahn \| \| \| \| 0,000 \| Linz Urfahr \| 264 m ü. A. \| \| \| \| Pöstlingbergbahn \| \| \| \| 2,100 \| Schiffmühle (15.01.1978 aufgelassen) \| Schiffmühle (15.01.1978 aufgelassen) \| \| \| 3,612 \| Puchenau \| Puchenau \| \| \| 4,860 \| Puchenau West \| Puchenau West \| \| \| 6,510 \| Achleitnersiedlung \| Achleitnersiedlung \| \| \| 8,024 \| Dürnberg \| Dürnberg \| \| \| 9,374 \| Ottensheim \| Ottensheim \| \| \| 11,468 \| Walding \| Walding \| \| \| 13,266 \| Rottenegg \| 268 m ü. A. \| \| \| 18,222 \| Lacken \| 440 m ü. A. \| \| \| 19,206 \| Anschlussbahn Firma Zellinger \| Anschlussbahn Firma Zellinger \| \| \| 20,040 \| Gerling OÖ \| 464 m ü. A. \| \| \| 22,400 \| Herzogsdorf (aufgelassen) \| Herzogsdorf (aufgelassen) \| \| \| 26,431 \| Neuhaus-Niederwaldkirchen \| 556 m ü. A. \| \| \| 28,846 \| Kleinzell \| 531 m ü. A. \| \| \| 33,019 \| Neufelden \| 447 m ü. A. \| \| \| 33,754 \| Neufeldner Tunnel (139 m) \| Neufeldner Tunnel (139 m) \| \| \| 35,550 \| Pürnstein (10.09.2006 aufgelassen) \| 460 m ü. A. \| \| \| 35,590 \| Pürnsteintunnel (72,83 m) \| Pürnsteintunnel (72,83 m) \| \| \| 39,234 \| Iglmühle \| 486 m ü. A. \| \| \| 40,700 \| Auberg (01.09.1925 aufgelassen) \| Auberg (01.09.1925 aufgelassen) \| \| \| 43,644 \| Haslach \| 492 m ü. A. \| \| \| 48,692 \| Rohrbach-Berg \| 622 m ü. A. \| \| \| 51,778 \| Oepping \| 600 m ü. A. \| \| \| 52,500 \| Mühledt (01.09.1925 aufgelassen) \| Mühledt (01.09.1925 aufgelassen) \| \| \| 56,799 \| Schlägl \| 556 m ü. A. \| \| \| 57,585 \| Aigen-Schlägl \| 564 m ü. A. \| |                      |                                      |                                      |
| Strecke (außer Betrieb) |                      | Linzer Verbindungsbahn               | Linzer Verbindungsbahn               |
| Kopfbahnhof Strecke bis hier außer Betrieb | 0,000                | Linz Urfahr                          | 264 m ü. A.                          |
| Kreuzung mit U-Bahn |                      | Pöstlingbergbahn                     | Pöstlingbergbahn                     |
| ehemaliger Haltepunkt / Haltestelle | 2,100                | Schiffmühle (15.01.1978 aufgelassen) | Schiffmühle (15.01.1978 aufgelassen) |
| Haltepunkt / Haltestelle | 3,612                | Puchenau                             | Puchenau                             |
| Bahnhof | 4,860                | Puchenau West                        | Puchenau West                        |
| Haltepunkt / Haltestelle | 6,510                | Achleitnersiedlung                   | Achleitnersiedlung                   |
| Haltepunkt / Haltestelle | 8,024                | Dürnberg                             | Dürnberg                             |
| Bahnhof | 9,374                | Ottensheim                           | Ottensheim                           |
| Haltepunkt / Haltestelle | 11,468               | Walding                              | Walding                              |
| Bahnhof | 13,266               | Rottenegg                            | 268 m ü. A.                          |
| Haltepunkt / Haltestelle | 18,222               | Lacken                               | 440 m ü. A.                          |
| Abzweig geradeaus und von links | 19,206               | Anschlussbahn Firma Zellinger        | Anschlussbahn Firma Zellinger        |
| Haltepunkt / Haltestelle | 20,040               | Gerling OÖ                           | 464 m ü. A.                          |
| ehemaliger Haltepunkt / Haltestelle | 22,400               | Herzogsdorf (aufgelassen)            | Herzogsdorf (aufgelassen)            |
| Bahnhof | 26,431               | Neuhaus-Niederwaldkirchen            | 556 m ü. A.                          |
| Haltepunkt / Haltestelle | 28,846               | Kleinzell                            | 531 m ü. A.                          |
| Bahnhof | 33,019               | Neufelden                            | 447 m ü. A.                          |
| Tunnel | 33,754               | Neufeldner Tunnel (139 m)            | Neufeldner Tunnel (139 m)            |
| ehemaliger Haltepunkt / Haltestelle | 35,550               | Pürnstein (10.09.2006 aufgelassen)   | 460 m ü. A.                          |
| Tunnel | 35,590               | Pürnsteintunnel (72,83 m)            | Pürnsteintunnel (72,83 m)            |
| Haltepunkt / Haltestelle | 39,234               | Iglmühle                             | 486 m ü. A.                          |
| ehemaliger Haltepunkt / Haltestelle | 40,700               | Auberg (01.09.1925 aufgelassen)      | Auberg (01.09.1925 aufgelassen)      |
| Bahnhof | 43,644               | Haslach                              | 492 m ü. A.                          |
| Haltepunkt / Haltestelle | 48,692               | Rohrbach-Berg                        | 622 m ü. A.                          |
| Haltepunkt / Haltestelle | 51,778               | Oepping                              | 600 m ü. A.                          |
| ehemaliger Haltepunkt / Haltestelle | 52,500               | Mühledt (01.09.1925 aufgelassen)     | Mühledt (01.09.1925 aufgelassen)     |
| Haltepunkt / Haltestelle | 56,799               | Schlägl                              | 556 m ü. A.                          |
| Kopfbahnhof Streckenende | 57,585               | Aigen-Schlägl                        | 564 m ü. A.                          |

Die Mühlkreisbahn ist eine normalspurige, eingleisige Nebenbahn der ÖBB-Infrastruktur (ÖBB Infra) und führt vom Bahnhof Linz Urfahr durch das nördlich der Donau gelegene Mühlviertel in Oberösterreich nach Aigen-Schlägl am Fuß des Böhmerwaldes. Zum Zweck des Bahnbaus wurde die Mühlkreisbahn-Gesellschaft in Urfahr gegründet.

## Geschichte
Die erste Diskussion über eine Bahnlinie in das Obere Mühlviertel fand 1869 statt. Damals wollten einflussreiche Persönlichkeiten eine Bahnlinie von Wels über Aschach an der Donau nach Rohrbach, eine Oberösterreichische Nordbahn, errichten. Mit einer Pferdebahn von Landshaag über Ottensheim nach Urfahr sollte die Landeshauptstadt Linz angebunden werden. Die Wirtschaftskrise 1873 vereitelte diese Pläne. Im Jahr 1880 wurde dann die Linienführung ab Linz über Neufelden und Rohrbach nach Aigen diskutiert. Haslach an der Mühl sollte durch eine Stichstrecke angeschlossen werden. Die Orte Leonfelden und Haslach verweigerten die Zustimmung und wollten stattdessen die Verbindung von Linz Urfahr durch das Tal der Rodl, über Zwettl an der Rodl, Leonfelden und Haslach nach Rohrbach verwirklichen. Die Regierung wollte ein billigeres Projekt realisieren, die Verbindung von Summerau (Summerauer Bahn) über Leonfelden und Haslach nach Aigen. 1882 wurde immer noch die Linienführung über Neufelden und Rohrbach bevorzugt, und für diese Variante konnte mehr Kapital aufgetrieben werden als für die anderen Varianten.
Da sich die Linienführung über Neufelden durchsetzte, wurde nur mehr die Anbindung des Bezirkshauptortes Rohrbach diskutiert. Die Bahn sollte entweder der Großen Mühl über Haslach bis Aigen folgen oder entlang des Froschbachs über Rohrbach verlaufen. Letztlich wurde die sogenannte Krennbach-Linie ausgeführt, die sowohl Haslach als auch Rohrbach notdürftig an die Bahnlinie anschloss.
Nach Kundmachung des Gesetzes vom 29. April 1885, betreffend die Zugeständnisse und Bedingungen für den Bau der Mühlkreisbahn (Abänderungen 1888 sowie 1901), wurde am 6. Juni 1885 mit dem Bau der Bahn begonnen. Gleichzeitig wurde in Linz mit der Produktion von fünf Lokomotiven begonnen, welche auf die Namen Linz, Urfahr, Neufelden, Rohrbach und Aigen getauft wurden. Am 28. Juli 1886 erfolgte die Erteilung der Konzession zum Bau und Betrieb der normalspurigen Eisenbahn.

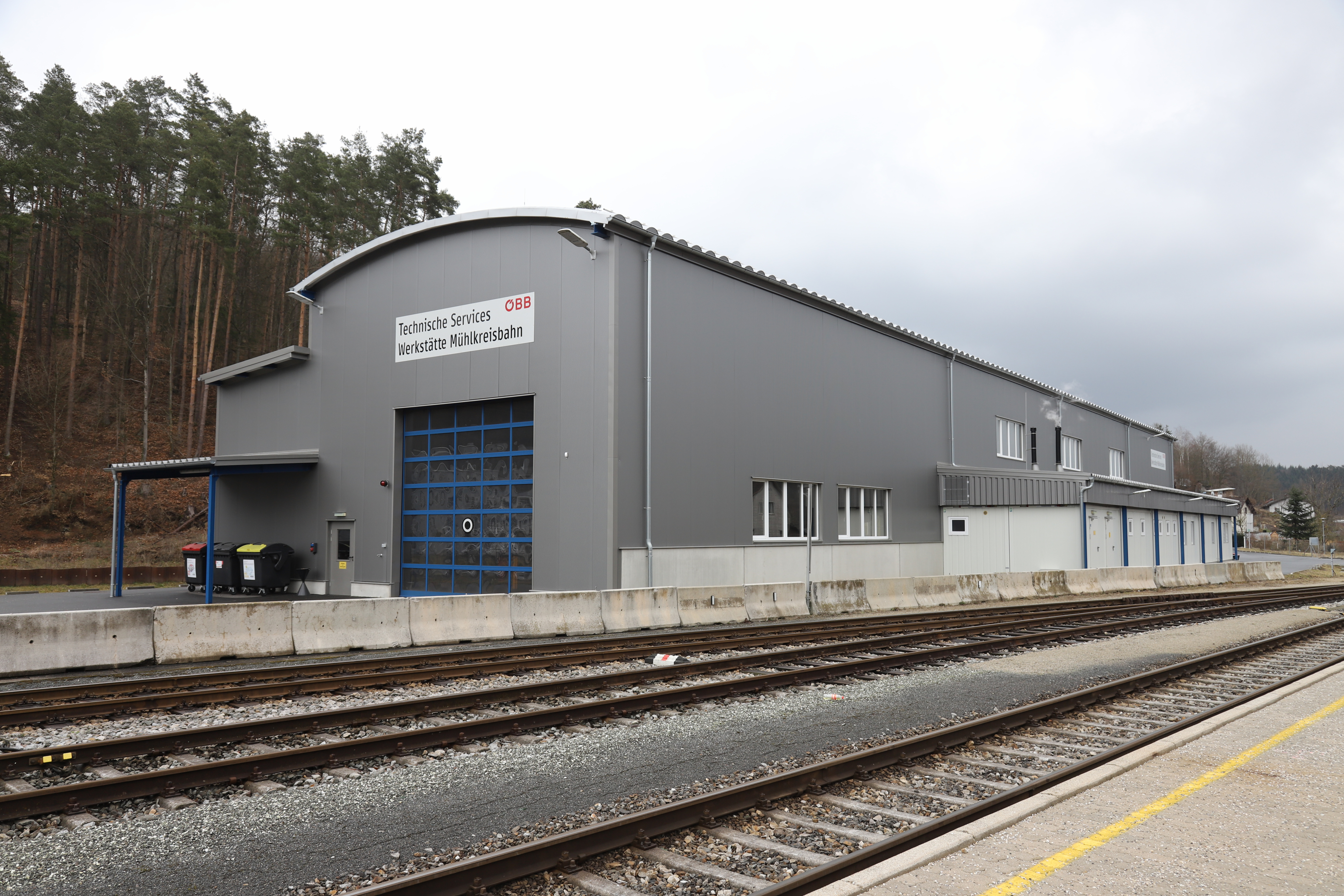
Das neue Werkstättengebäude am Bahnhof Rottenegg

Die Eröffnungsfahrt fand am 17. Oktober 1888 vom Mühlkreisbahnhof aus statt. Ab 1. Mai 1901 führte die Staatsbahn den Betrieb im Auftrag der Gesellschaft, die im Mai 1942 verstaatlicht wurde. Während die Personenzüge noch immer im Bahnhof Urfahr beginnen, der durch die Linzer Straßenbahn mit dem Hauptbahnhof verbunden ist, wurde für den Güterverkehr eine staatliche Verbindungsbahn nach Linz Hauptbahnhof am 14. November 1900 eröffnet. Nach der Errichtung bestanden Ausbaupläne in Richtung Bayern und Böhmen. 1909 begannen Detailplanungen für eine Streckenverbindung von Aigen über Černá v Pošumaví (Schwarzbach) und Horní Planá (Stuben) zur Bahnstrecke Budweis–Salnau (1892 errichtet, heute České Budějovice–Nová Pec). Zusätzlich waren noch eine Verlängerung bis Schwarzenberg am Böhmerwald und Verbindungen von Rohrbach nach Wegscheid und nach Obermühl, eine Linie Neufelden–Lembach–Hofkirchen und eine Anbindung über Aschach nach Wels geplant. Der Erste Weltkrieg und der Zerfall der Habsburgermonarchie verhinderten diese Pläne.
Ab dem Jahr 1900 verband die Linzer Verbindungsbahn die Mühlkreisbahn mit dem übrigen Eisenbahnnetz. Die Verbindungsbahn wurde nur für den Güterverkehr und betriebliche Zwecke verwendet, daher war im Personenverkehr die Mühlkreisbahn weiterhin von den anderen Eisenbahnlinien abgeschnitten. Seit der Einstellung des letzten Abschnitts der Strecke im Jahr 2015 und der Abtragung der Eisenbahnbrücke über die Donau ist die Mühlkreisbahn wieder ein Inselbetrieb. Die Wartung der eingesetzten Fahrzeuge wird in Rottenegg in einer neu errichteten Wartungshalle durchgeführt.

## Einbeziehung in die Regionalstadtbahn Linz
Personenzüge der Mühlkreisbahn nehmen im Bahnhof Linz Urfahr ihren Ausgang, doch gab es Bestrebungen, sie im Personenverkehr besser an das Stadtzentrum anzubinden. Die vom ehemaligen Verkehrslandesrat Erich Haider (SPÖ) im Jahr 2008 angeregte Umwandlung der Mühlkreisbahn in eine Überlandstraßenbahn, die eine Umspurung (eines Teils) der Mühlkreisbahn auf die von der Straßenbahn Linz verwendeten Spurweite von 900 Millimeter erforderlich gemacht hätte, wurde mittlerweile verworfen.
Stattdessen ist geplant, die Mühlkreisbahn über eine als Normalspurbahn neu zu errichtende Regionalstadtbahn Linz an den Hauptbahnhof anzubinden.  Die im Mai 2024 (vorbehaltlich parlamentarischer Genehmigung) zwischen Bund und Land Oberösterreich unterzeichnete Finanzierungsvereinbarung sieht eine Fertigstellung der Regionalstadtbahn bis Mitte 2032 vor. Die nunmehr vorgesehene Trasse entspricht der alten Trasse der Linzer Verbindungsbahn (vor 1965), der Bau einer City-S-Bahn auf dieser Trasse wurde bereits 1992 erwogen und auch in den folgenden Jahren vom Land Oberösterreich bevorzugt.
Es ist vorgesehen, die Mühlkreisbahn bis zum Jahr 2030 im Abschnitt zwischen Linz Urfahr und Kleinzell zu elektrifizieren. Es steht im Raum, dass die mit der Errichtung der Regionalstadtbahn betraute landeseigene Schiene OÖ GmbH auch die Mühlkreisbahn übernimmt.

## Strecke
Die 58 km lange Strecke beginnt im Bahnhof Linz Urfahr (vulgo Mühlkreisbahnhof) im Linzer Stadtteil Urfahr, führt zunächst am nördlichen Donauufer entlang und ab Ottensheim dann weiter landeinwärts in nordwestlicher Richtung im Tal der Rodl bis kurz vor Rottenegg. Danach folgt eine 5 km lange Steilstrecke mit einer Adhäsionssteigung von 46 ‰ im Saurüsselgraben parallel zur B 127 von 268 m ü. A. nach Lacken (440 m ü. A.). Seit Einstellung der Erzbergbahn im Planverkehr ist dies die höchste Steigung im gesamten ÖBB-Netz. Weiter bergan geht es bis Gerling, wo die Strecke in einer Rechtskurve in den Talverlauf des Pesenbaches einschwenkt, ehe vor der Station Neuhaus-Niederwaldkirchen nahe Drautendorf (556 m ü. A.) wieder ein Anstieg folgt. Durch das Diesenbachtal abwärts wird am Bahnhof Neufelden (447 m ü. A.) das tiefe Tal der Großen Mühl erreicht, bei deren Hangtrassierung mehrere Tunnel notwendig wurden.
Um die Bezirkshauptstadt Rohrbach-Berg anzubinden, verlässt die Bahnstrecke kurz vor Haslach das Tal der Großen Mühl und folgt dem Almesmühlbach. Nach Überwindung einer Höhe von 627 m am Bahnhof Rohrbach-Berg erreicht die Trasse bei Oepping das Tal des Krenbaches und folgt diesem, parallel zur B 127 verlaufend, bis Schlägl, wo sie die Große Mühl überquert. Schließlich erreicht sie nach einer Haltestelle nahe der Prämonstratenserabtei Schlägl den Endbahnhof Aigen-Schlägl in 565 m ü. A.

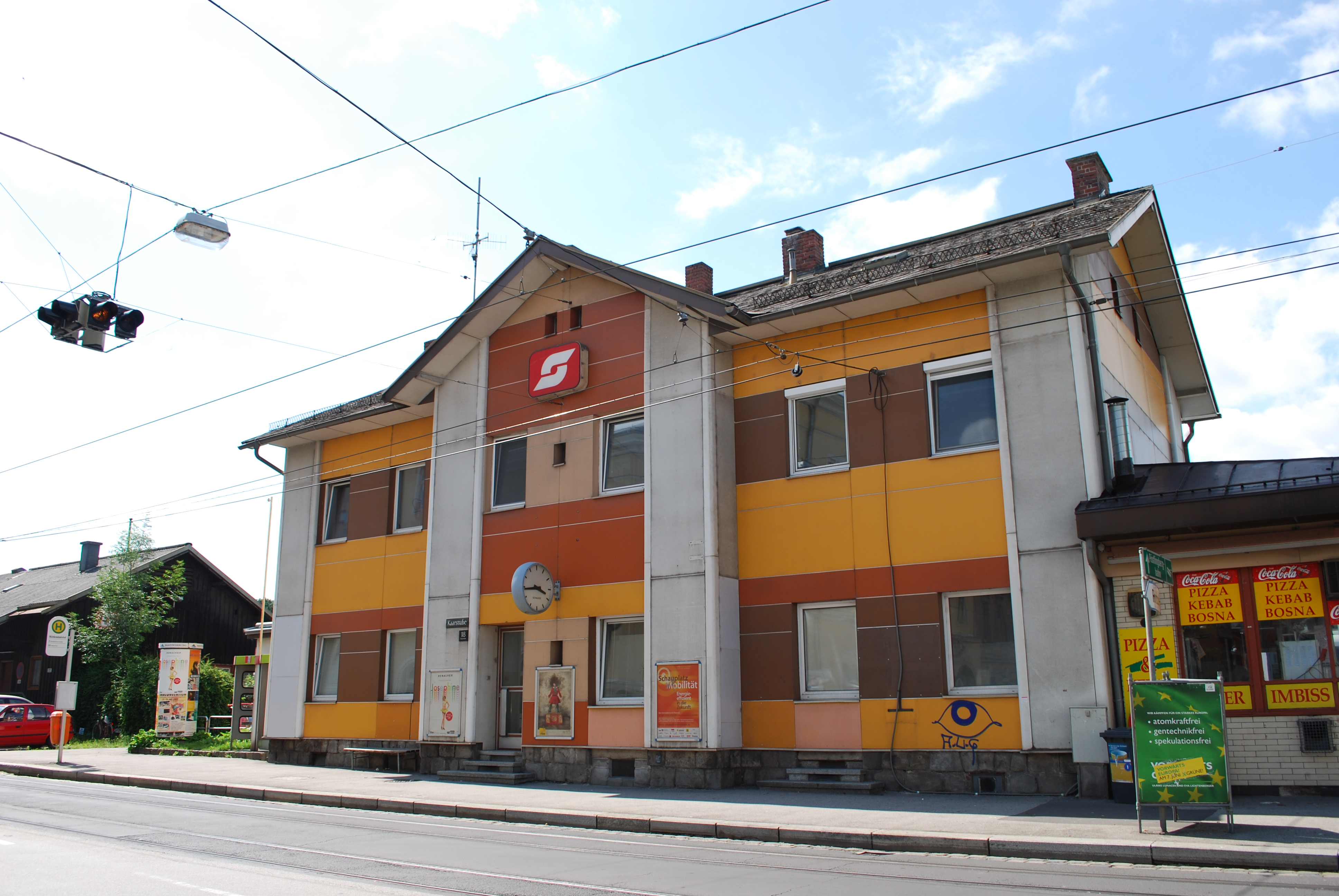
Bahnhof Linz Urfahr
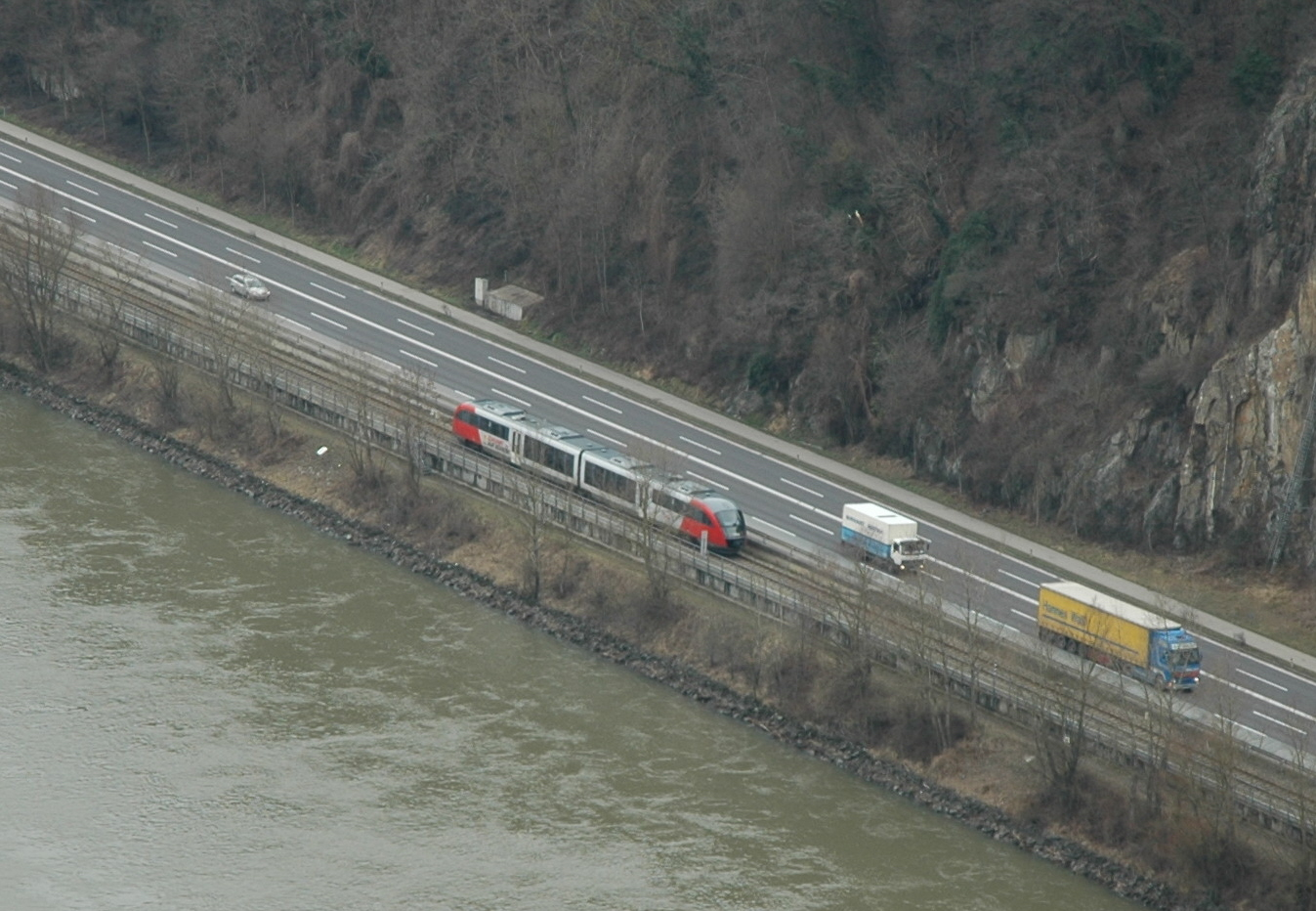
Desiro-Garnitur auf der Mühlkreisbahn zwischen Linz und Puchenau.
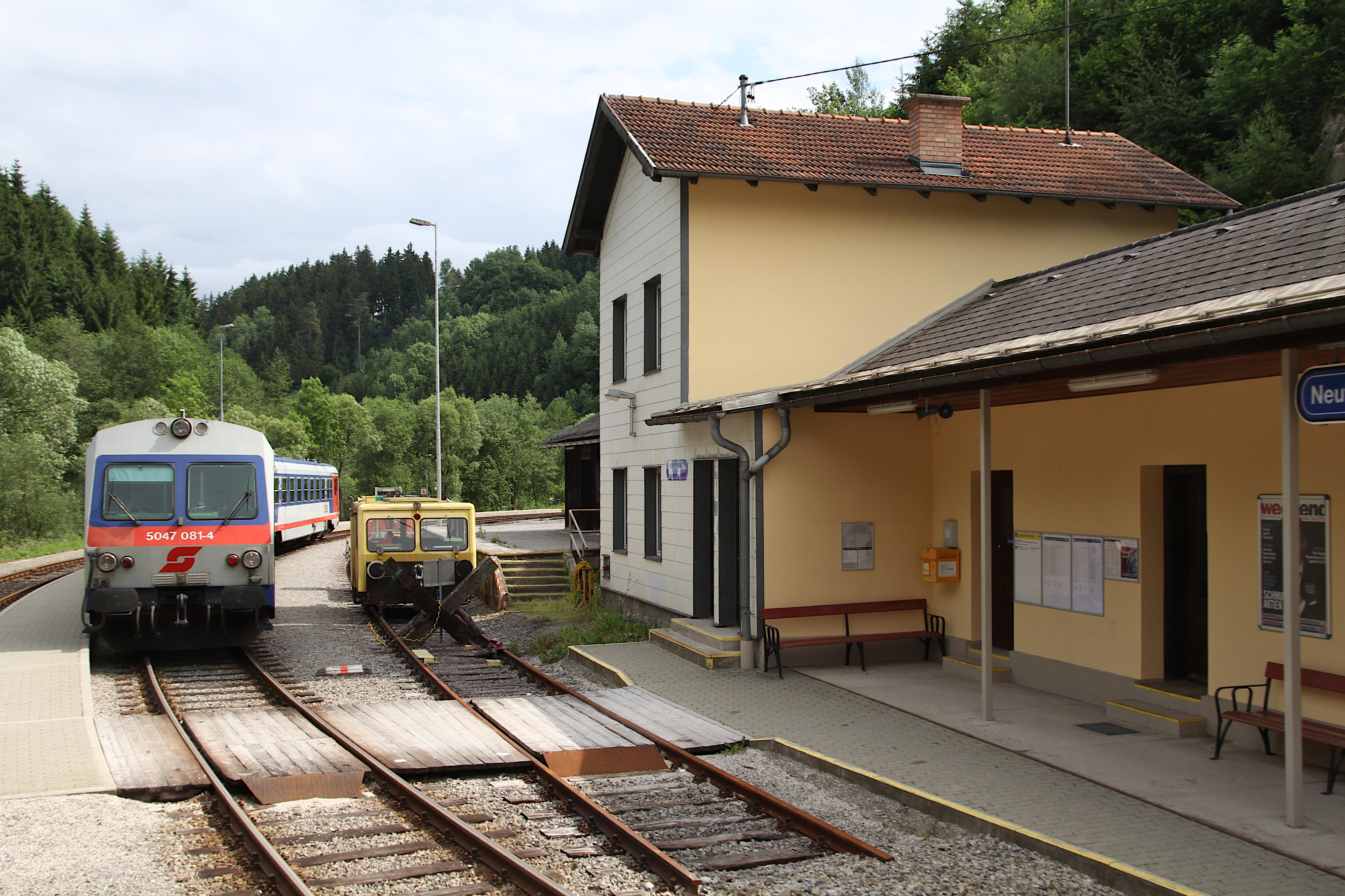
Triebwagen Reihe 5047 im Bahnhof Neufelden
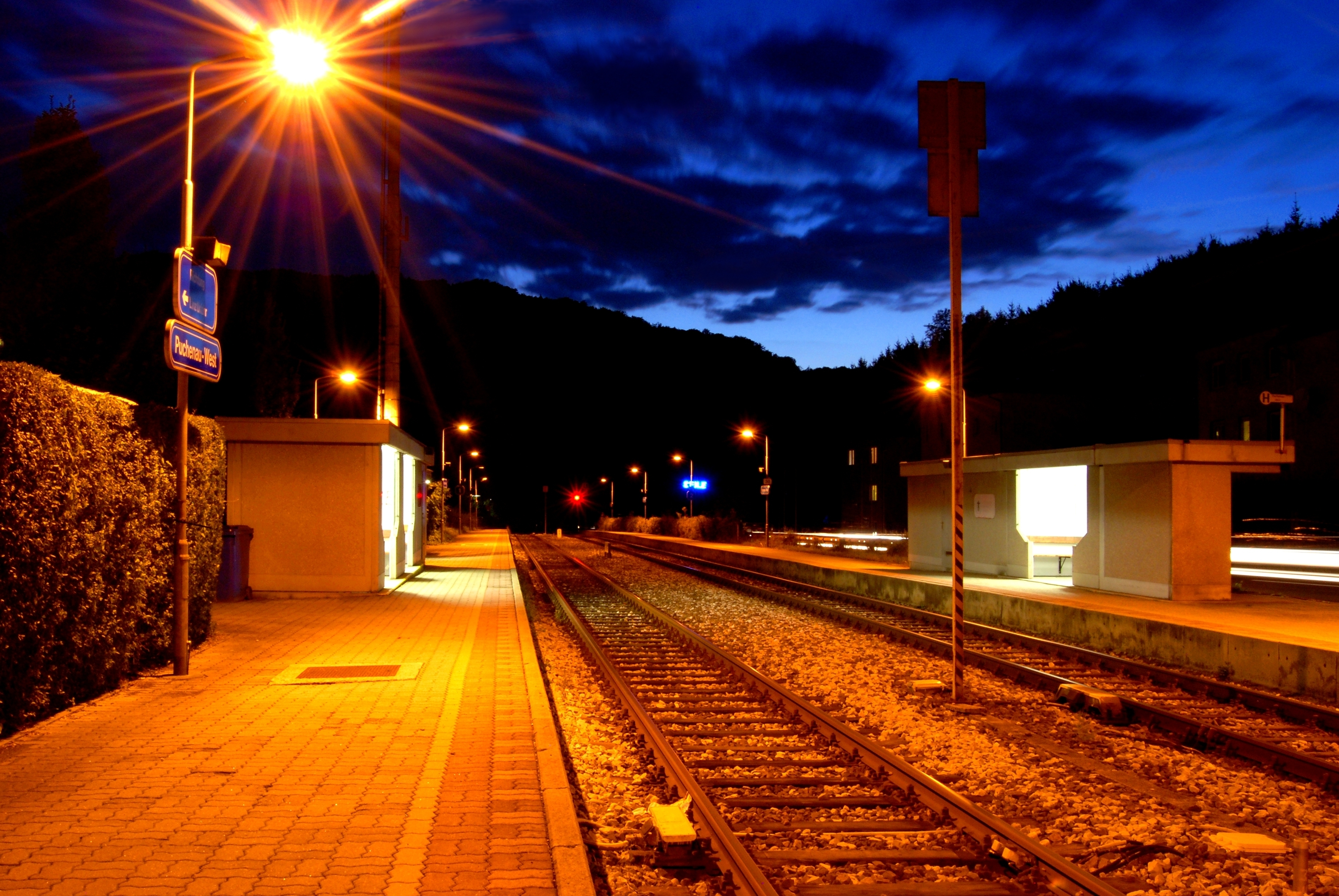
Haltestelle Puchenau-West am späten Abend
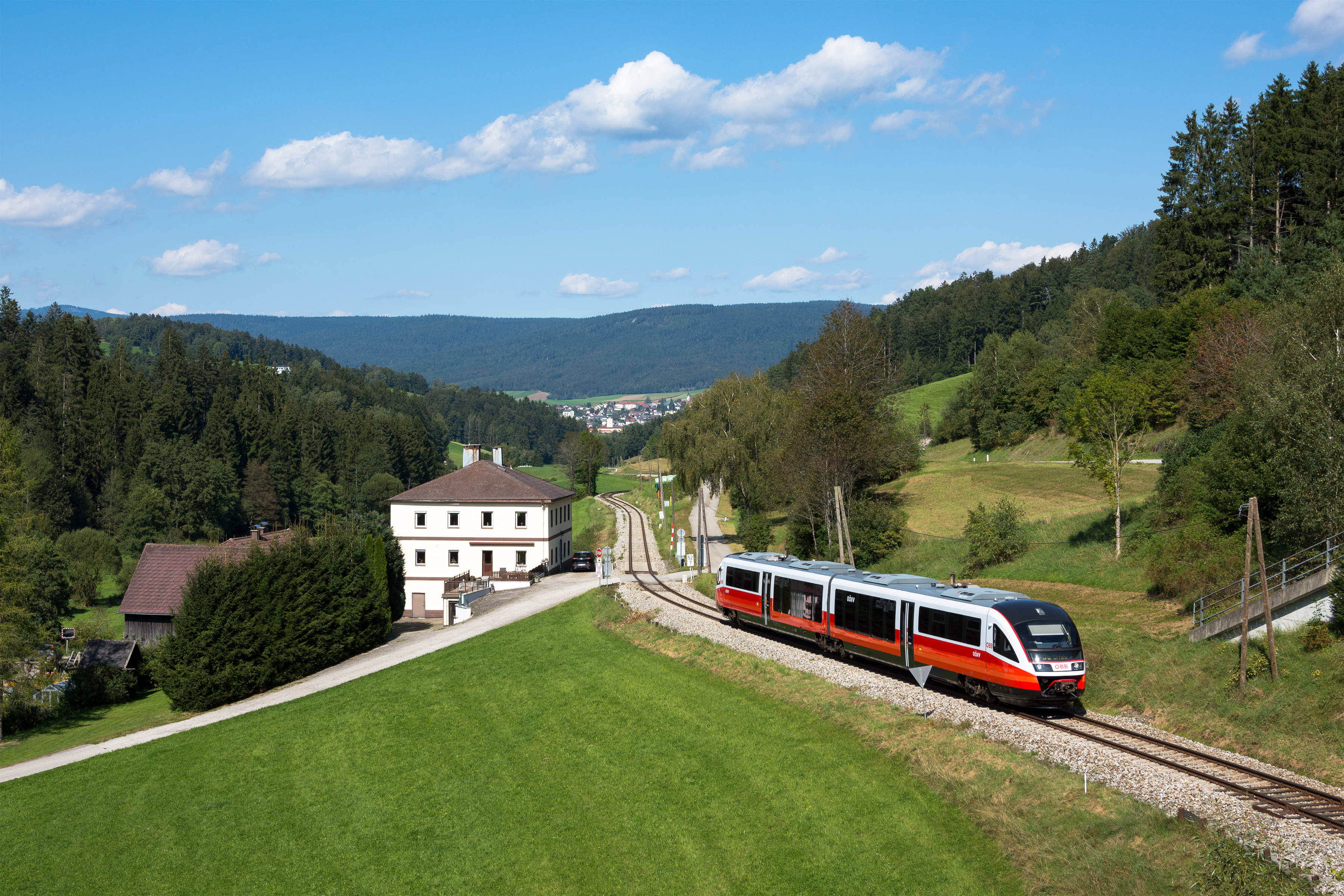
Triebwagen der Reihe 5022 bei Oepping

## Fahrplan
Überwiegend gibt es nach Aigen-Schlägl einen 2-Stunden-Takt, der abschnittsweise verdichtet wird. Auf dem Abschnitt Rottenegg–Linz Urfahr wird im Berufsverkehr teils ein 15-Minuten-Takt angeboten, ansonsten gibt es einen 30- bis 45-Minuten-Takt. Die Symmetriezeit stimmt bis Rottenegg mit der sonst in Mitteleuropa üblichen überein. Zugkreuzungen finden in Neuhaus-Niederwaldkirchen, Haslach, Ottensheim und Puchenau-West statt.
Zwischen Linz Urfahr und Rottenegg ist die Mühlkreisbahn eine Selbstbedienungsstrecke. Im Abschnitt Aigen-Schlägl – Rottenegg sind etwa 375 Fahrgäste pro Tag unterwegs (Stand 2025).

## Fahrzeuge

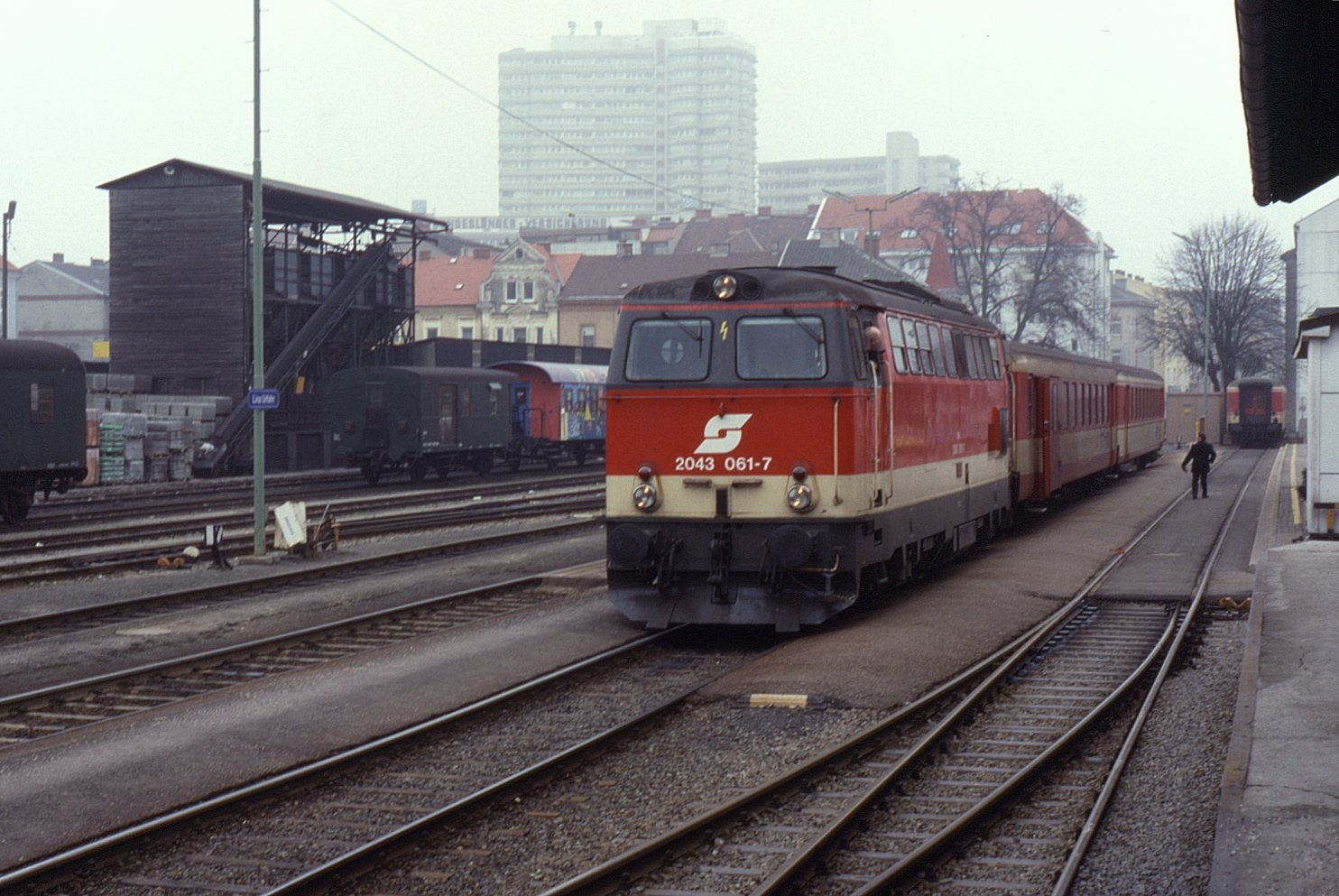
Bis zur vollständigen Umstellung auf Triebwagen wurden Züge mit der Reihe 2043 geführt. (1992)

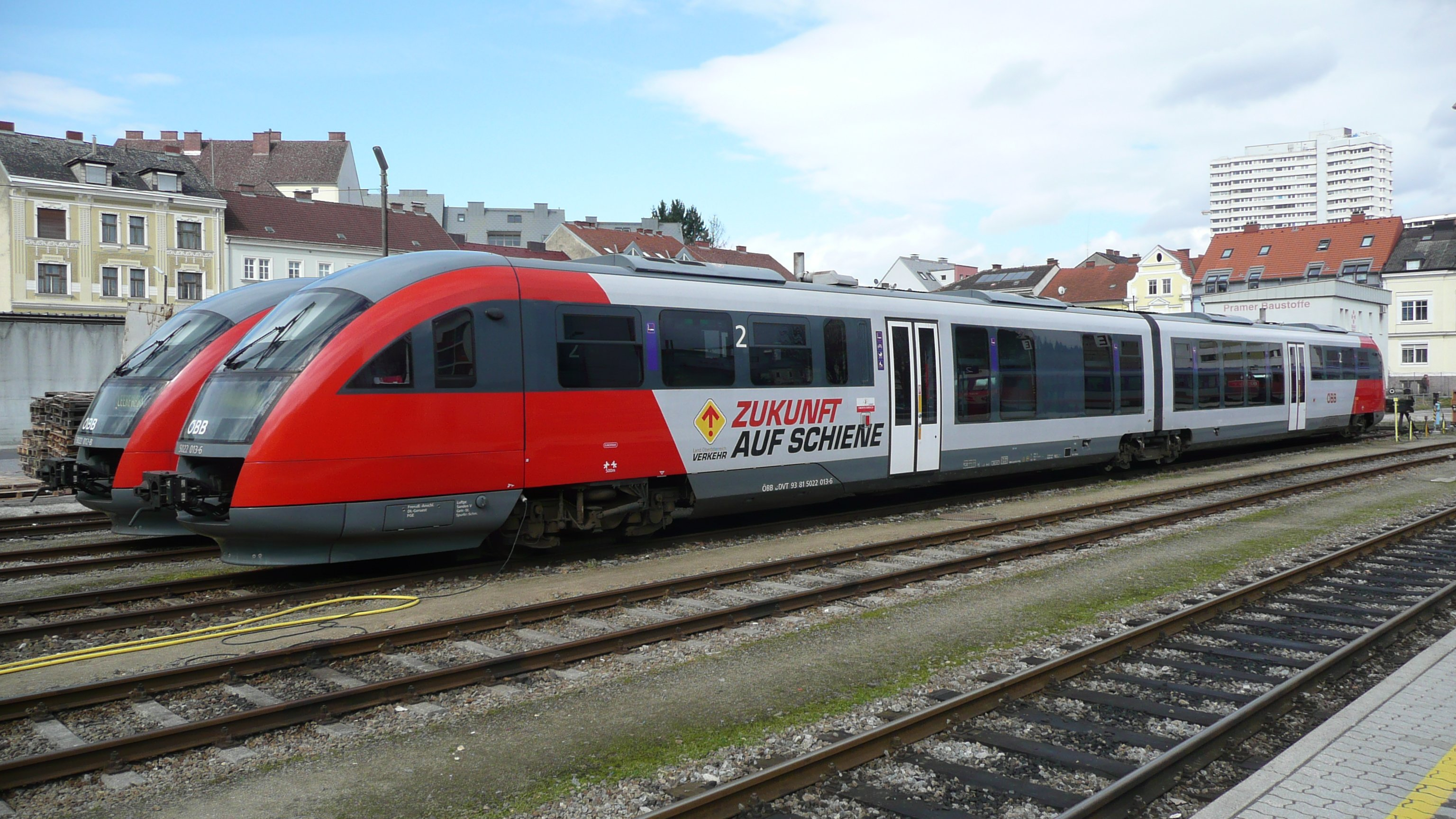
Ein 5022 (Desiro) im Bahnhof Linz Urfahr

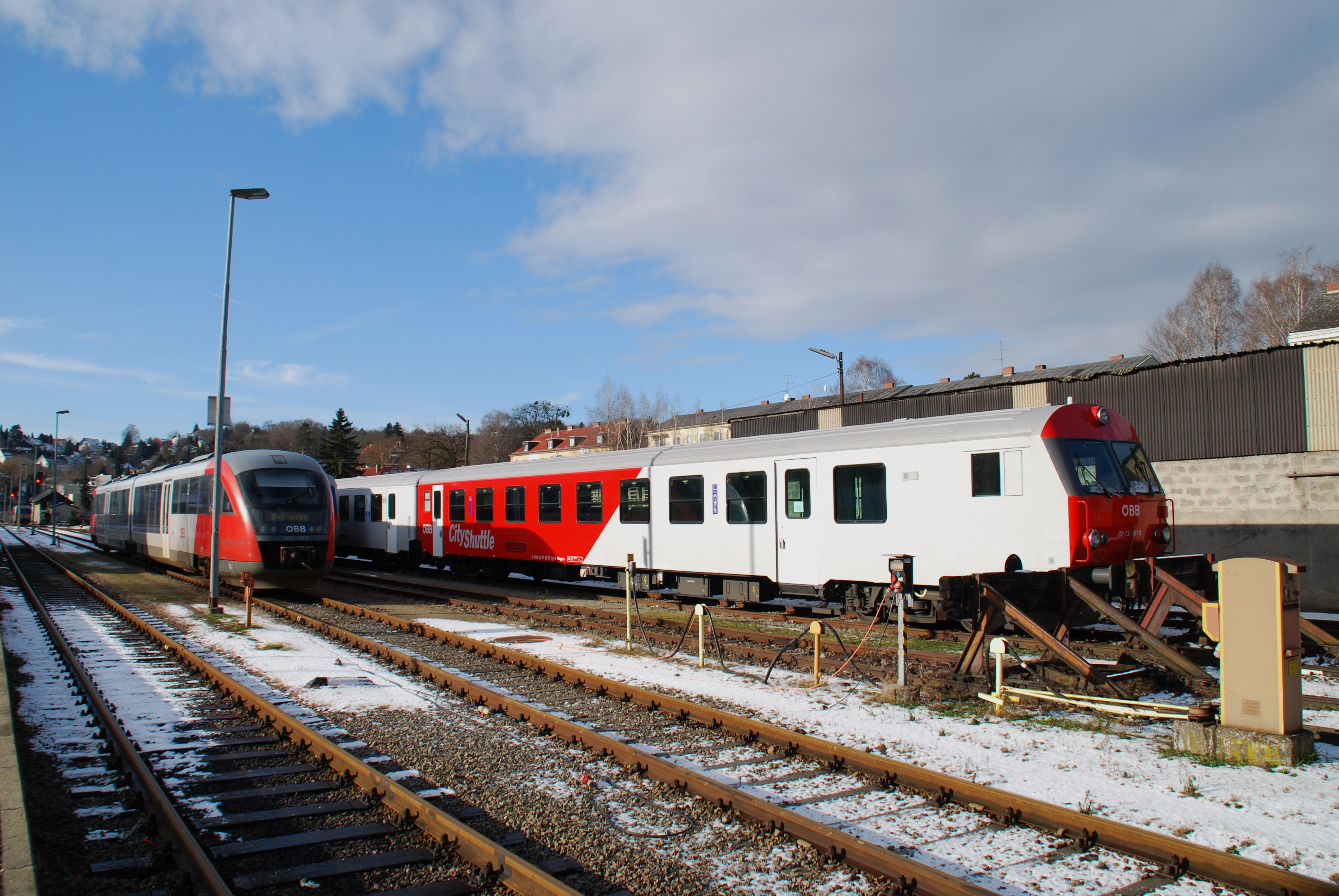
Cityshuttle-Wendezug in Linz Urfahr

Die Mühlkreisbahn erwarb als Erstausstattung 1888 fünf Lokalbahnmaschinen bei Krauss in Linz. Sie hatten die Namen Urfahr, Aigen, Linz, Neufelden und Rohrbach. Die kkStB bezeichnete die Maschinen zunächst als 94.61–65, ab 1905 als 494.61–65.
Im Personenverkehr werden heute Dieseltriebwagen der Reihen 5047 und 5022 (Desiro, seit 2005) eingesetzt.
Auf der Mühlkreisbahn findet aktuell kein Güterverkehr mehr statt.

## Museales

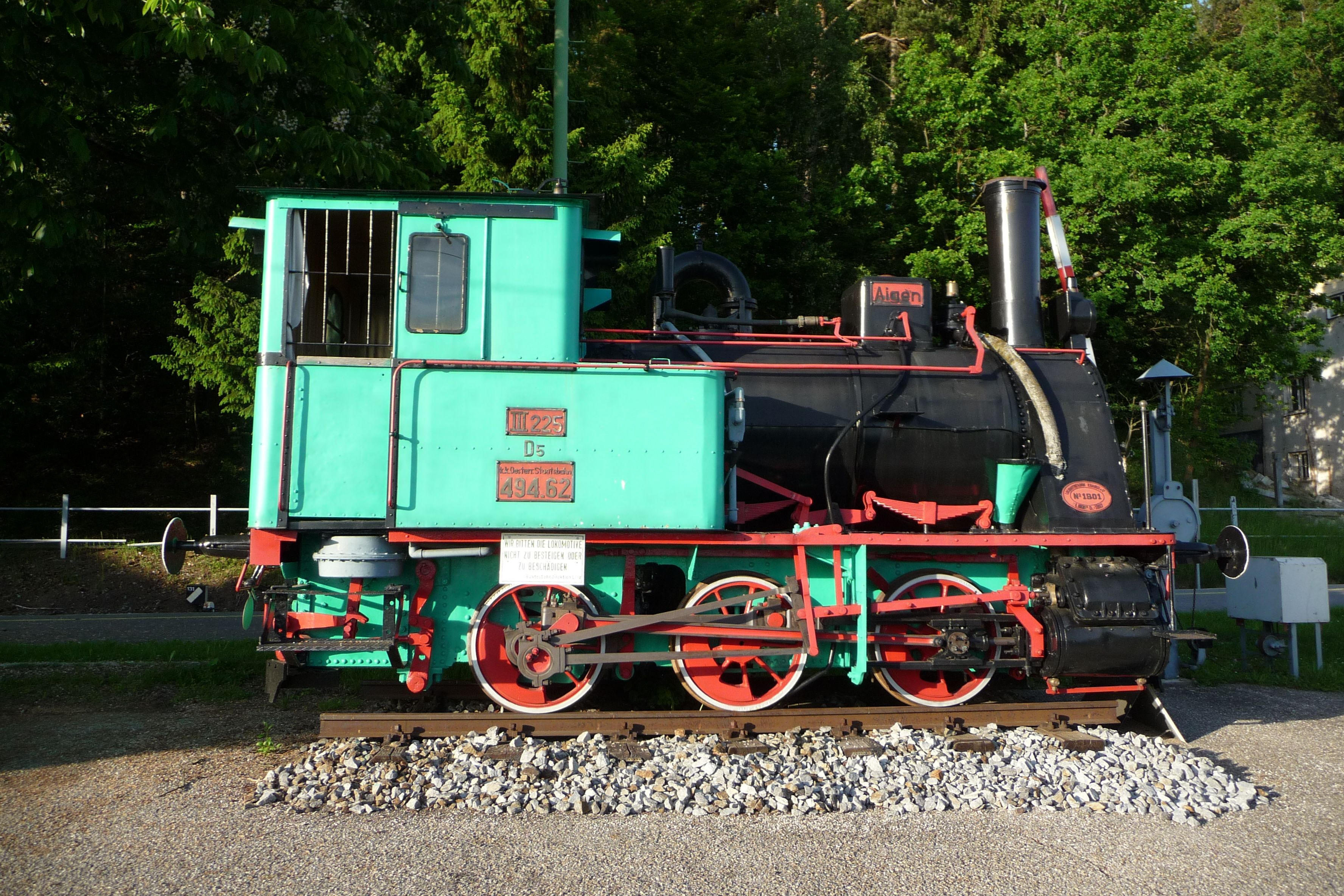
Lokomotive Aigen vor dem Museum

In Rohrbach-Berg ist ein Museum zur Mühlkreisbahn mit der Präsentation der Geschichte von Bahnstationen der Mühlkreisbahn eingerichtet. Ausgestellt ist auch die Lokomotive Aigen, die bis 1910 auf der Strecke eingesetzt wurde.
Am Samstag, dem 30. August 2008 brachten die ÖBB in Kooperation mit dem BSV Linzer Eisenbahner am Bahnhof Linz Urfahr einen Sonderpoststempel zum 120-jährigen Jubiläum heraus.